# Todor Palankow
Todor Borisow Palankow (auch Todor Borisov Palankov geschrieben, bulgarisch Тодор Борисов Паланков; * 13. Januar 1984 in Eleschniza, Oblast Blagoewgrad Bulgarien) ist ein bulgarischer Fußballspieler. Er steht seit Sommer 2018 beim bulgarischen Zweitligisten FC Tschernomorez Baltschik unter Vertrag.

## Karriere
Die Karriere von Palankow begann bei seinem Heimatklub Litex Lowetsch. Im Jahr 2004 kam er in den Kader der ersten Mannschaft. Schon in seiner ersten Saison gewann er mit dem Pokalsieg 2004 seinen ersten Titel. Er spielte bis 2007 für Litex, wurde in dieser Zeit zweimal ausgeliehen. Im Sommer 2007 verließ er den Klub und schloss sich Pirin Blagoewgrad an. Dort hatte er einen Stammplatz im Mittelfeld inne. Nach drei Jahren wechselte er im Sommer 2010 zum FC Tschernomorez Burgas.
Im Sommer 2013 verpflichtete ihn Tscherno More Warna. Dort gewann er im Jahr 2015 durch den Sieg im bulgarischen Pokal seinen zweiten Titel. Im Sommer 2017 wechselte er zum zweiten Mal zu Pirin Blagoewgrad. Seit Sommer 2018 spielt er für den FC Tschernomorez Baltschik in der B Grupa.

## Erfolge
- Bulgarischer Pokal: 2004 (mit Litex Lowetsch), 2015 (mit Tscherno More Warna)